# Total Ozone Mapping Spectrometer
O Total Ozone Mapping Spectrometer (TOMS) é um instrumento satélite para medir os valores de trioxigénio. Tem sido incorporado nos satélites da NASA. Dos cinco instrumentos TOMS ca foram construídos, quatro entraram com sucesso em órbita. O Nimbus-7 e o Meteor-3 forneceram medições globais da densidade de área do trioxigénio numa base diária e juntos deram informações completas diárias desde novembro de 1978 até dezembro de 1994.
Desde 1 de janeiro de 2006 a informação do Ozone Monitoring Instrument (OMI) substituiu os valores dados polo TOMS.